# Graftonita-(Mn)
La graftonita-(Mn) és un mineral de la classe dels fosfats que pertany al grup de la graftonita. Rep el nom per la seva relació amb la graftonita i pel catió dominant al lloc M(1).

## Característiques
La graftonita-(Mn) és un fosfat de fórmula química MnFe2+₂(PO₄)₂. Va ser aprovada com a espècie vàlida per l'Associació Mineralògica Internacional l'any 2017, sent publicada per primera vegada el 2018. Cristal·litza en el sistema monoclínic. La seva duresa a l'escala de Mohs és 5.
L'exemplar que va servir per a determinar l'espècie, el que es coneix com a material tipus, es troba conservat a les col·leccions del museu mineralògic de la Universitat de Breslau, amb el número de catàleg: iv7927.

## Formació i jaciments
Va ser descoberta a Lutomia Górna, dins el comtat de Świdnica (voivodat de Baixa Silèsia, Polònia). També ha estat descrita al meteorit Augustinovka, recollit a Ucraïna el 1890. Aquests dos indrets són els únics de tot el planeta on ha estat descrita aquesta espècie mineral.